# 亨利月坑
亨利月坑（Henry）是月球表面的一处地质特征，一座位于陶拉斯-利特罗谷蚀山群脚下的陨石坑。1972年阿波罗17号任务期间，宇航员尤金·塞尔南和哈里森·施密特就降落在它的西南。
亨利月坑位于6号科考点以南，东南分别是莎士比亚月坑和范塞尔格月坑、而东面则是科奇斯月坑。
该陨坑由宇航员取名自葡萄牙航海家亨利王子
，虽然几乎所有陶拉斯-利特罗谷中的其他特征都是由宇航员命名，但这一坑名当前仍为非正式的，并未被国际天文联合会(IAU)接受，部分原因可能是国际天文联合会已经承认了月球上另一座更大的同名环形山-亨利陨石坑。

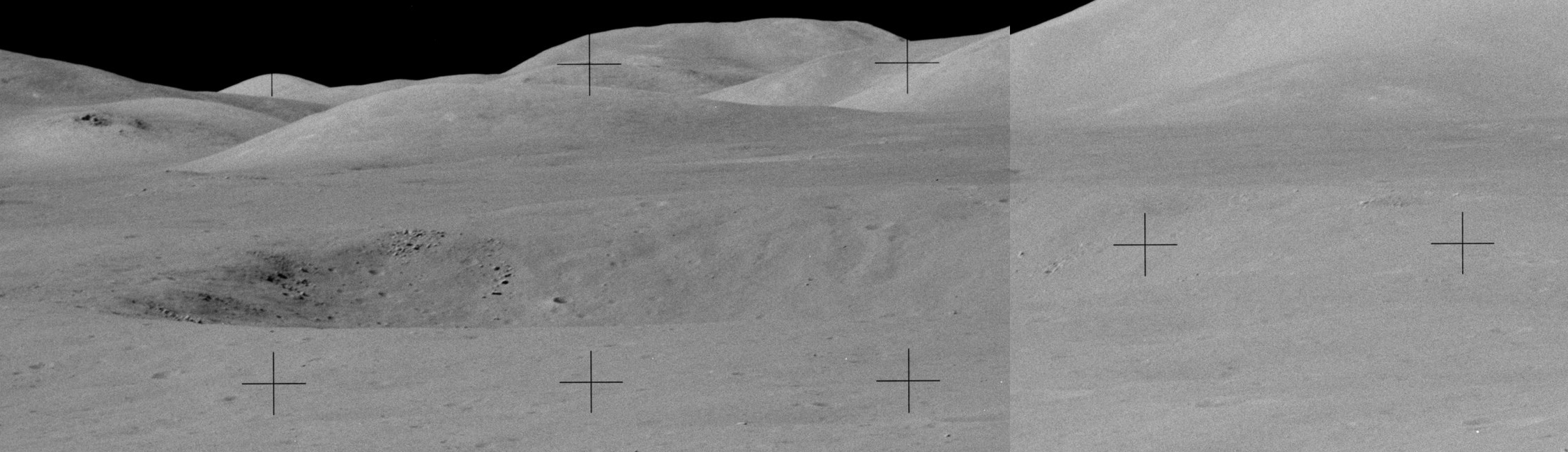
从6号科考点拍摄的亨利月坑，与北丘斜坡仍有一段距离。

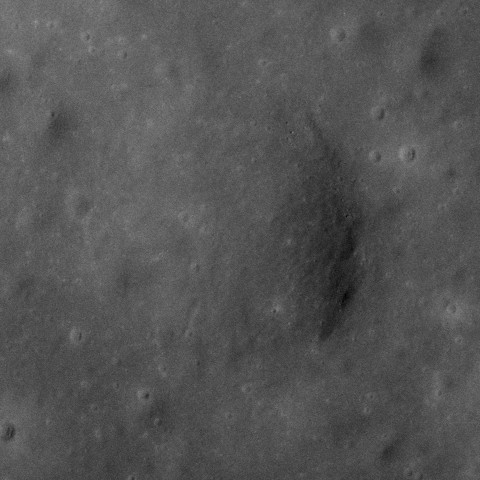
阿波罗17号全景相机照片